# Chrysobalanaceae
Famille
Classification APG III (2009)
Les Chrysobalanaceae (les Chrysobalanacées) sont une famille de plantes à fleurs dicotylédones de l'ordre des Malpighiales. Elle comprend dans les 400-700 espèces réparties en 8 à 36 genres.
Ce sont des arbres et arbustes des régions tropicales.

## Étymologie
Le nom vient du genre type Chrysobalanus composé du grec χρυσός / chrysos, or, doré, et βάλανος / balanos, gland, en référence à la forme et à la couleur des fruits de certaines espèces de ce genre.

## Classification
En classification classique de Cronquist (1981), cette famille faisait partie de l'ordre des Rosales
La classification phylogénétique la situe dans les Malpighiales. 

## Liste des genres
Selon GBIF (14 février 2022) :
- genre Acioa Aubl.   -   8 sp.
- genre Afrolicania Mildbr.   -   1 sp.
- genre Angelesia Korth.   -   3 sp.
- genre Atomostigma
- genre Atuna Raf.   -   10 sp.
- genre Bafodeya Prance ex F.White   -   1 sp.
- genre Chrysobalanus L.   -   9 sp.
- genre Cordillera Sothers & Prance   -   1 sp.
- genre Couepia Aubl.   -   77 sp.
- genre Cuepia J.F.Gmel., 1791
- genre Cycnia
- genre Dactyladenia Welw.   -   31 sp.
- genre Exellodendron Prance   -   5 sp.
- genre Exiteles Miers, 1879
- genre Gaulettia Sothers & Prance   -   9 sp.
- genre Geobalanus Small   -   3 sp.
- genre Grangeria Comm. ex Juss.   -   2 sp.
- genre Hirtella L.   -   144 sp.
- genre Hirtellia Dumort., 1829
- genre Hunga Pancher ex Prance   -   11 sp.
- genre Hymenopus (Benth.) Sothers & Prance   -   33 sp.
- genre Kostermanthus Prance   -   4 sp.
- genre Leptobalanus (Benth.) Sothers & Prance   -   37 sp.
- genre Licania Aubl.   -   139 sp.
- genre Lincania G.Don, 1832
- genre Magnistipula Engl.   -   29 sp.
- genre Maranthes Blume   -   14 sp.
- genre Maranthus Rchb., 1828
- genre Microdesmia (Benth.) Sothers & Prance   -   2 sp.
- genre Moquilea Aubl.   -   62 sp.
- genre Neocarya (DC.) Prance ex F.White   -   1 sp.
- genre Neou Adans. ex Juss., 1789
- genre Parastemon A.DC.   -   3 sp.
- genre Parinari Aubl.   -   63 sp.
- genre Parinariopsis (Huber) Sothers & Prance   -   1 sp.
- genre Thelira Du Petit-Thouars, 1806

Selon World Flora Online (WFO) (14 février 2022) :
- genre Acioa Aubl.
- genre Atuna Raf.
- genre Bafodeya Prance ex F. White
- genre Chrysobalanus L.
- genre Couepia Aubl.
- genre Dactyladenia Welw.
- genre Exellodendron Prance
- genre Grangeria Comm. ex Juss.
- genre Hirtella L.
- genre Hunga Pancher ex Prance
- genre Kostermanthus Prance
- genre Licania Aubl.
- genre Magnistipula Engl.
- genre Maranthes Blume
- genre Neocarya (DC.) Prance ex F. White
- genre Parastemon A. DC.
- genre Parinari Aubl.

Selon World Checklist of Selected Plant Families (WCSP) (19 mai 2010) :
- genre Acioa Aubl. (1775)
- genre Afrolicania Mildbr. (1921)
- genre Atuna Raf. (1838)
- genre Bafodeya Prance ex F.White (1976)
- genre Chrysobalanus L. (1753)
- genre Couepia Aubl. (1775)
- genre Dactyladenia Welw. (1859)
- genre Exellodendron Prance (1972)
- genre Grangeria Comm. ex Juss. (1789)
- genre Hirtella L. (1753)
- genre Hunga Prance (1979)
- genre Kostermanthus Prance (1979)
- genre Licania Aubl. (1775)
- genre Magnistipula Engl. (1905)
- genre Maranthes Blume (1825)
- genre Neocarya (DC.) Prance ex F.White (1976)
- genre Parastemon A.DC., Ann. Sci. Nat. (1842)
- genre Parinari Aubl. (1775)

Selon Angiosperm Phylogeny Website (19 mai 2010) :
- genre Acioa Aubl.
- genre Afrolicania Mildbr.
- genre Atuna Raf.
- genre Bafodeya Prance ex F.White
- genre Chrysobalanus L.
- genre Couepia Aubl.
- genre Exellodendron Prance
- genre Grangeria Comm. ex Juss.
- genre Hirtella L.
- genre Hunga Pancher ex Prance
- genre Kostermanthus Prance
- genre Licania Aubl.
- genre Magnistipula Engl.
- genre Maranthes Blume
- genre Neocarya (DC.) Prance ex F.White
- genre Parastemon A.DC.
- genre Parinari Aubl.

Selon NCBI (19 mai 2010) :
- genre Acioa
- genre Atuna
- genre Chrysobalanus
- genre Couepia
- genre Hirtella
- genre Licania
- genre Parinari
- genre Trichocarya

Selon DELTA Angio (19 mai 2010) :
- genre Acioa
- genre Atuna
- genre Bafodeya
- genre Chrysobalanus
- genre Coupeia
- genre Dactyladenia
- genre Exellodendron
- genre Grangeria
- genre Hirtella
- genre Hunga
- genre Kostermanthus
- genre Licania
- genre Magnistipula
- genre Maranthes
- genre Neocarya
- genre Parastemon
- genre Parinari

Selon ITIS (19 mai 2010) :
- genre Chrysobalanus L.
- genre Hirtella L.
- genre Licania Aubl.
- genre Parinari Aubl.

## Liste des espèces
Selon NCBI (19 mai 2010) :
- genre Acioa
  - Acioa guianensis
- genre Atuna
  - Atuna racemosa
- genre Chrysobalanus
  - Chrysobalanus icaco
- genre Couepia
  - Couepia bracteosa
  - Couepia caryophylloides
  - Couepia guianensis
  - Couepia habrantha
  - Couepia joaquinae
  - Couepia robusta
- genre Hirtella
  - Hirtella americana
  - Hirtella araguariensis
  - Hirtella bicornis
  - Hirtella glandulosa
  - Hirtella suffulta
  - Hirtella triandra
- genre Licania
  - Licania alba
  - Licania canescens
  - Licania elaeosperma
  - Licania heteromorpha
  - Licania hypoleuca
  - Licania kunthiana
  - Licania majuscula
  - Licania membranacea
  - Licania michauxii
  - Licania minutiflora
  - Licania platypus
  - Licania tomentosa
  - Licania sp. MAG-2009
- genre Parinari
  - Parinari montana
  - Parinari sumatrana
  - Parinari sp. Mlangwa et al. 1138
- genre Trichocarya
  - Trichocarya splendens